# Pe

Pe

Schluss-Pe

Pe (פא) ist der siebzehnte Buchstabe im Hebräischen Alphabet.
Im modernen Ivrit wird Pe am Silbenanfang nach Konsonant und am Wortanfang als [p] gesprochen (in punktierter Schreibweise mit einem Punkt (Dagesch) in der Mitte des Buchstabens dargestellt), in allen anderen Fällen und bei Fremdwörtern und ausländischen Eigennamen gelegentlich als [f].
Er hat den Zahlenwert 80.
Steht der Buchstabe am Schluss eines Wortes, so hat er die Form ף. Schluss-Pe hat immer die Aussprache [f], außer in einigen seltenen Verbformen des biblischen Hebräisch (z. B. יִצְףּ „er möge spähen“ von dem Verb צָפָה).
Diese Schreibweise wird manchmal für den Zahlenwert 800 verwendet.

## Geschichte
Der hebräische Buchstabe Pe hat die gleiche Wurzel wie der Buchstabe Pe des phönizischen Alphabets, von dem sich das griechische Pi und das lateinische P ableiten.

## Beispiele
- פלשטין (palestin) Palästina, vgl. den Namen des alttestamentlichen Volkes der Philister
- פוטיפר Potifar (altägyptisch: „von Ra gegeben“)
- פרעה Pharaoh (altägyptisch: „großes Haus“)
- פורים Purim von פור pur: „Los“
- פרנקנשטיין Frankenstein

## Zeichenkodierung
|                   | Pe               | Schluss-Pe             |
| ----------------- | ---------------- | ---------------------- |
| Unicode Codepoint | U+05e4           | U+05e3                 |
| Unicode-Name      | HEBREW LETTER PE | HEBREW LETTER FINAL PE |
| HTML              | &#1508;          | &#1507;                |
| ISO 8859-8        | 0xf4             | 0xf3                   |